# Xylophrurus fasciatus
Xylophrurus fasciatus là một loài tò vò trong họ Ichneumonidae.